# Psychedelic Lollipop
Psychedelic Lollipop är debutalbumet av den amerikanska rockgruppen Blues Magoos, utgivet i november 1966. Albumet gavs ut på skivbolaget Mercury Records. i Storbritannien gavs albumet ut på Fontana Records, och var där självbetitlat. Man använde samma omslag men med originalets albumtitel borttagen.
Musiken på skivan är garagerock med psykedeliska inslag. Den inledande låten "(We Ain't Got) Nothin' Yet" var gruppens största hit, och drivkraften till att albumet tog sig upp till plats 21 på Billboard 200-listan. Albumets tredje spår var en kraftigt omarbetad cover på John D. Loudermilks låt "Tobacco Road". Denna togs på 1970-talet med på det för garagerock inflytelserika samlingsalbumet Nuggets: Original Artyfacts from the First Psychedelic Era, 1965–1968.

## Låtlista
(upphovsman inom parentes)
1. "(We Ain't Got) Nothin' Yet" (Esposito/Gilbert/Scala) 2:10
2. "Love Seems Doomed" (Esposito/Gilbert/Scala) 3:02
3. "Tobacco Road" (Loudermilk) 4:30
4. "Queen of My Nights" (Blue) 2:52
5. "I'll Go Crazy" (Brown) 1:58
6. "Gotta Get Away" (Adams/Gordon) 2:35
7. "Sometimes I Think About" (Esposito/Gilbert/Scala/Theilheim) 3:35
8. "One by One" (Gilbert/Theilheim) 2:45
9. "Worried Life Blues" (Marriweather) 3:45
10. "She's Coming Home" (Atkins/Miller) 2:36